# Nimbus (mc)

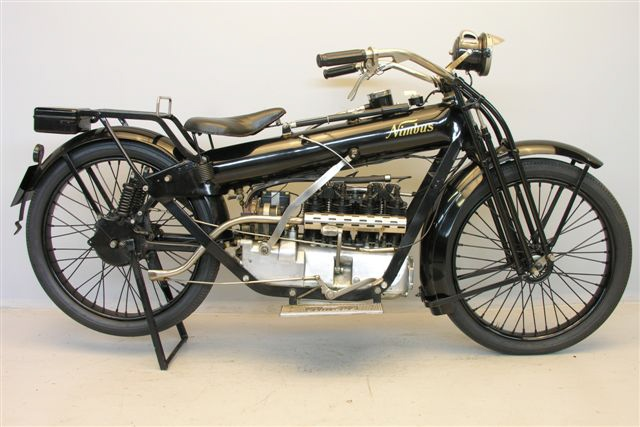
Nimbus 1922

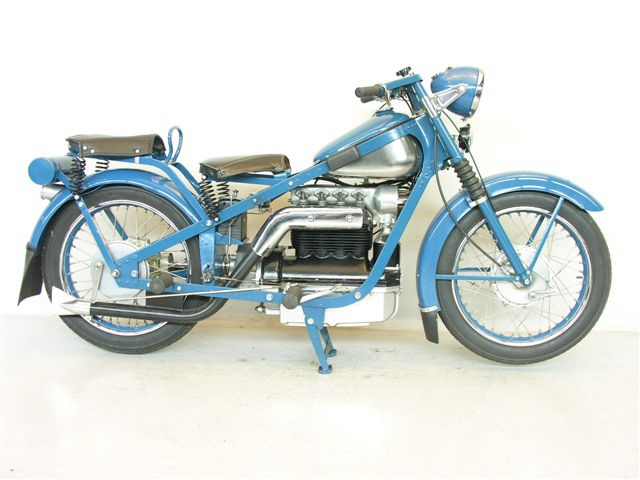
Nimbus 1949

Nimbus är ett danskt motorcykelmärke.
Den första Nimbus-motorcykeln såg dagens ljus i stadsdelen Frederiksberg i Köpenhamn 1919. Den tillverkades av företaget Fisker & Nielsen, som också ligger bakom produktionen av dammsugaren Nilfisk.
Produktionen kom i gång på allvar 1921 och pågick fram till omkring 1960. Totalt tillverkades Nimbus i omkring 14.000 exemplar.
Motorcykeln hade en fyrcylindrig radmotor om 750cc. Åren 1919-1929 byggdes typ A och B, vilka hade halvtoppmotor och fjädring fram och bak. Typ A och B blev kända som "Kakkelovnsrøret" (kakelugnsröret) för sin kuriösa cylindriska bensintank. Motorcyklarna av dessa typer var mycket påkostade och följaktligen dyra.
1934 lanserades Typ C med en OHC-motor, även den om 750cc men av en mer produktionsanpassad konstruktion. Bakfjädringen övergavs men i stället fick motorcykeln världens första teleskopframgaffel. Typ C kom att kallas för "Humlebien" (humlan) och blev mycket populär. Typ C visade sig vara en synnerligen robust liten motorcykel och huvuddelen av produktionen finns fortfarande kvar.
Nimbus blev känd i hemlandet som "Danmarks Motorcykel" och räknas litet som en riksklenod. Märket har många livaktiga klubbar av vilka den viktigaste, "Dansk Nimbus Touring (DNT)", har tusentals medlemmar. Fyra tusen beräknas fortfarande vara i bruk mer eller mindre regelbundet och kanske lika många till finns undanställda i samlingar och på museer. Reservdelstillgången är god.